# Uchenna Kanu
Uchenna Grace Kanu, född den 20 juni 1997, är en nigeriansk fotbollsspelare som spelar för Racing Louisville. Sedan 2019 är hon en del av det nigerianska landslaget.

## Karriär
Kanu spelade collegefotboll i USA under fyra år och blev där bästa målskytt genom tiderna med 157 mål. Hon inledde sin seniorkarriär 2019 i Sevilla. I juni 2020 värvades Kanu av Linköpings FC. Efter säsongen 2021 gick hon vidare till mexikanska klubben Tigres där hon gjorde 24 mål på 30 matcher. Sedan 2023 spelar Kanu för Racing Louisville.
Kanu har spelat för de nigerianska U17- och U20-landslagen och gjorde debut i seniorlandslaget 2019.